# 弗雷德里克·弗朗索瓦
弗雷德里克·弗朗索瓦（Frédéric François，1950年6月3日—）本名弗朗西斯科·巴哈卡多（Francesco Barracato），生於意大利西西里，他是一位意大利籍歌唱家和作曲家，现居比利时。